# Isle of Mans økonomi
Isle of Mans økonomi er drevet af lav skat, med mange firmaer inden for forsikring, online gambling, informations- og kommunikationsteknologi (ICT) og offshore bankforretninger.
Som en offshore-økonomi i det Irske Hav er Isle of Man en del af De Britiske Øer, men er ikke en del af Storbritannien og er ikke medlem af EU.
Det er en del af det britiske Kronbesiddelser, og øen havde en bruttonationalindkomst per indbygger på US$89.970 i 2016 ifølge Verdensbanken. Isle of Man Governments egen National Income Report viser, at de største sektorer for økonomien er forsikring og online gambling, som hver står for 17% af GNI efterfulgt af ICT og bankvæsen med hver 9 %, og turisme er den mindste sektor med 0,3 %.